# Crocidocnemis pellucidalis
Crocidocnemis pellucidalis is een vlinder uit de familie van de grasmotten (Crambidae), uit de onderfamilie van de Spilomelinae. De wetenschappelijke naam van deze soort is voor het eerst voorgesteld als Somatania pellucidalis door Heinrich Benno Möschler in een publicatie uit 1890.
De soort komt voor in het zuiden van de Verenigde Staten, Cuba, Puerto Rico, Costa Rica, Panama, Brazilië en Argentinië.